# Coeliccia arcuata
Coeliccia arcuata är en trollsländeart som beskrevs av Maurits Anne Lieftinck 1940. Coeliccia arcuata ingår i släktet Coeliccia och familjen flodflicksländor. Inga underarter finns listade i Catalogue of Life.